# Autostrada A304 (Franța)
Autostrada A304 leagă La Francheville, situată la sud de Charleville-Mézières, de frontiera franco-belgiană la nivelul localității Gué-d'Hossus (în direcția Charleroi, Bruxelles și Anvers) trecând prin Rocroi. Aceasta urmează traseul rutei europene 420 și parțial al rutei europene 44. Este o autostradă gratuită care prelungește autostrada A34 până la frontiera belgiană, conectându-se la noua șosea rapidă RN5/E420.

## Istoric
- 1996: Consiliul Comunităților Europene include legătura Charleroi/Charleville-Mézières în rețeaua rutieră transeuropeană.
- 2002: Este realizat un studiu pentru cele trei variante posibile de traseu.
- 2004: Traseul Sud SV3 este selectat.
- 2005: Este emisă declarația de utilitate publică[n 1].
- 2008: Încep lucrările de defrișare.
- 2009: Se desfășoară săpături arheologice.
- 2014: Este dat în folosință nodul rutier de la Chattoire.
- 2017: Se deschide tronsonul dintre Rocroi și Le Piquet pe 22 decembrie[1].
- 2018: Autostrada este complet deschisă pe 31 iulie[2].

## Finanțare
Estimată inițial la 278 de milioane de euro pentru 31 de kilometri (conform cifrelor din 2003), cu un cost final ajuns la 483 de milioane de euro (conform cifrelor din 2016), aceasta este cel mai scump proiect de autostradă fără concesiune din Franța, raportat la costul pe kilometru. Scopul său este de a reduce izolarea zonei de vest a departamentului Ardennes și de a facilita sau accelera fluxurile de vehicule între sudul Belgiei (Charleroi) și importantul nod rutier reprezentat de Reims. 21 de comune sunt implicate în traseul ales.
Costurile sunt repartizate astfel:
- 55 % suportate de stat
- 28,33 % de regiune
- 16,66 % de departament.

## Traseu
| De la frontiera belgiană până la ieșirea 7; secțiune gratuită, fără concesiune, având statut de drum expres (RN51), gestionată de DIR Nord. | |               |
| A5 E420 | |               |
| | Granița dintre Belgia și Franța.                                                                             |               |
| RN51 E420 | |               |
| 6 - Gué-d'Hossus | Orașe deservite: Le Brûly, Gué-d'Hossus.                                                                     | RD985         |
| 7 - Rocroi-Nord | Orașe deservite: Fumay, Revin, Rocroi, Valea Meuse.                                                          | RD8051        |
| De la ieșirea 7 până la D22 (08); secțiune gratuită, fără concesiune, având statut de drum expres (RN51), gestionată de DIR Nord.           | |               |
| | Secțiune fără ieșire pe o distanță de 2 km.                                                                  |               |
| RN51 E420 | |               |
| De la D22 (08) până la A34; secțiune gratuită, fără concesiune, gestionată de DIR Nord.                                                     | |               |
| A304 E420 | |               |
| 8 - Rocroi-Sud | Orașe deservite: Rocroi.                                                                                     | Village étape |
| 9 - Tremblois-lès-Rocroi | Orașe deservite: Cambrai, Saint-Quentin, Laon, Maubeuge, Hirson.                                             | RD8043 E44    |
| A304 E44 E420 | |               |
| 10 - Belval | Orașe deservite: Charleville-Mézières, Nouzonville, Warcq, Hirson, Charleville-Mézières-Spitalul Manchester. |               |
| | Zonă de servicii: Belval (în ambele sensuri).                                                                |               |
| Intersecție | Nod rutier între A34 și A304: Châlons-en-Champagne, Reims, Liège, Sedan, Charleville-Mézières-est.           | A34 E44 E46   |
| A304 E44 E420 | |               |
| A34 E46 E420 | |               |

## Locuri turistice
- Orașul Charleville-Mézières (Ieșirea 10)
- Bisericile fortificate din departamentele Aisne și Ardennes (Ieșirea 9)
- Cetatea fortificată Rocroi (Ieșirea 8)
- Valea Meuse (Ieșirea 7)